# Parti libéral mexicain
Le Parti libéral mexicain (en espagnol : Partido Liberal Mexicano) abrégé en PLM est un parti anarchiste fondé en 1906 par Ricardo Flores Magón et son frère Enrique ainsi que par Juan Sarabia, Antonio I. Villarreal, Librado Rivera, Manuel Sarabia, Rosalío Bustamante, en opposition au gouvernement de Porfirio Díaz. Le parti a disparu en 1927.

## Histoire

### Précédents
En février 1900, convoqué par Camilo Arriaga, est inauguré le Congrès libéral à San Luis Potosí, au cours duquel des représentants de quatorze États mexicains exigent une réforme constitutionnelle. Cette même année, le 30 août, Arriaga lance une initiative pour former un Parti libéral, qui échoue.
En 1901, des dizaines de clubs libéraux sont créés à travers le pays. Le 5 février, à San Luis Potosí, une tentative de formation de la Confédération des cercles libéraux a lieu mais l'année suivante, ses fondateurs sont arrêtés. Porfirio Díaz réprime sévèrement toute opposition et en 1902, il est réélu président du Mexique pour la troisième fois.

En 1904, la persécution policière du gouvernement Díaz force la plupart de ses opposants politiques à se réfugier à l'étranger. En même temps, les divergences politiques entre les libéraux s'accentuent. Un groupe, dirigé par Camilo Arriaga, s'exile à San Antonio, au Texas, et un autre, dirigé par Ricardo Flores Magón, dans la ville frontalière de Laredo.

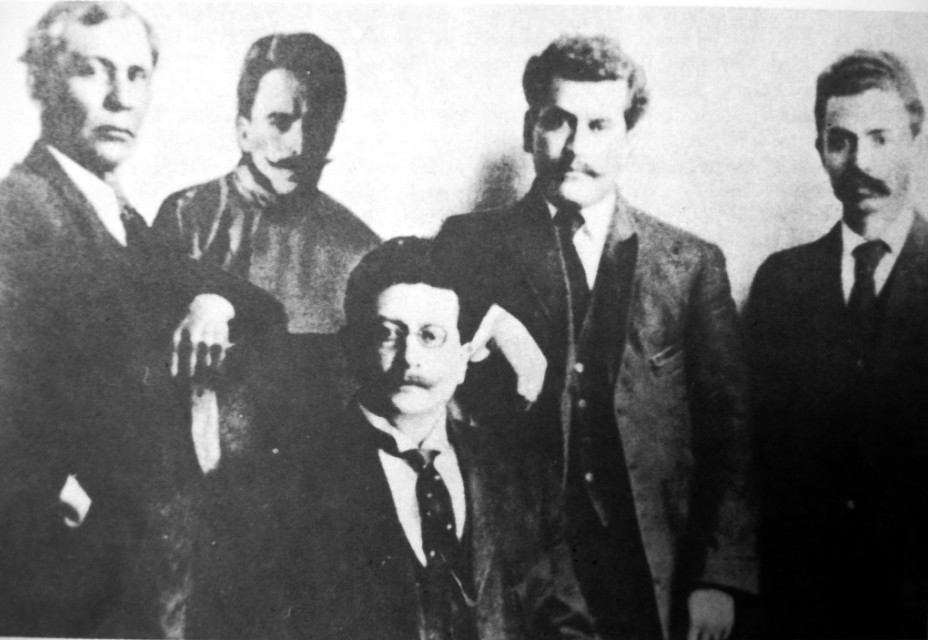
La Junta Organizadora (1910)

### Création
Le 28 septembre 1905, à Saint-Louis, dans le Missouri, le groupe des frères Flores Magón rédigea le manifeste et forme la Junte organisatrice du Parti libéral mexicain. Les tâches de ce comité d'organisation consistaient à convoquer et à articuler toutes les forces d'opposition pour préparer la lutte contre Porfirio Diaz. 

#### Programme de 1906
Le 1er juillet 1906, le Parti libéral mexicain publie son « manifeste-programme » diffusé à 500 000 exemplaires. Une partie de ces tracts fut envoyée en Europe et aux États-Unis :
1. Dans les écoles primaires, le travail manuel devra être obligatoire ;
2. Les maîtres de l'enseignement primaire devront être mieux payés ;
3. Les ejidos et des terres en friches seront restituées aux paysans ;
4. Fondation d'une banque agricole ;
5. Les étrangers ne pourront acquérir des biens immobiliers, sauf s'ils acquièrent la nationalité mexicaine ;
6. La journée de travail sera de huit heures et le travail des jeunes enfants sera interdit ;
7. Un salaire minimum devra être fixé, tant à la ville qu'à la campagne ;
8. Le repos dominical sera considéré comme obligatoire ;
9. Les magasins de vente (en espagnol : tiendas de raya) seront abolis sur tout le territoire ;
10. Il devra être accordé des pensions de retraite et des indemnités pour les accidents de travail ;
11. Une loi devra être édictée pour garantir les droits des travailleurs ;
12. La race indigène devra être protégée.

Ces principes font aujourd'hui partie de la législation mexicaine.

### Activités du PLM

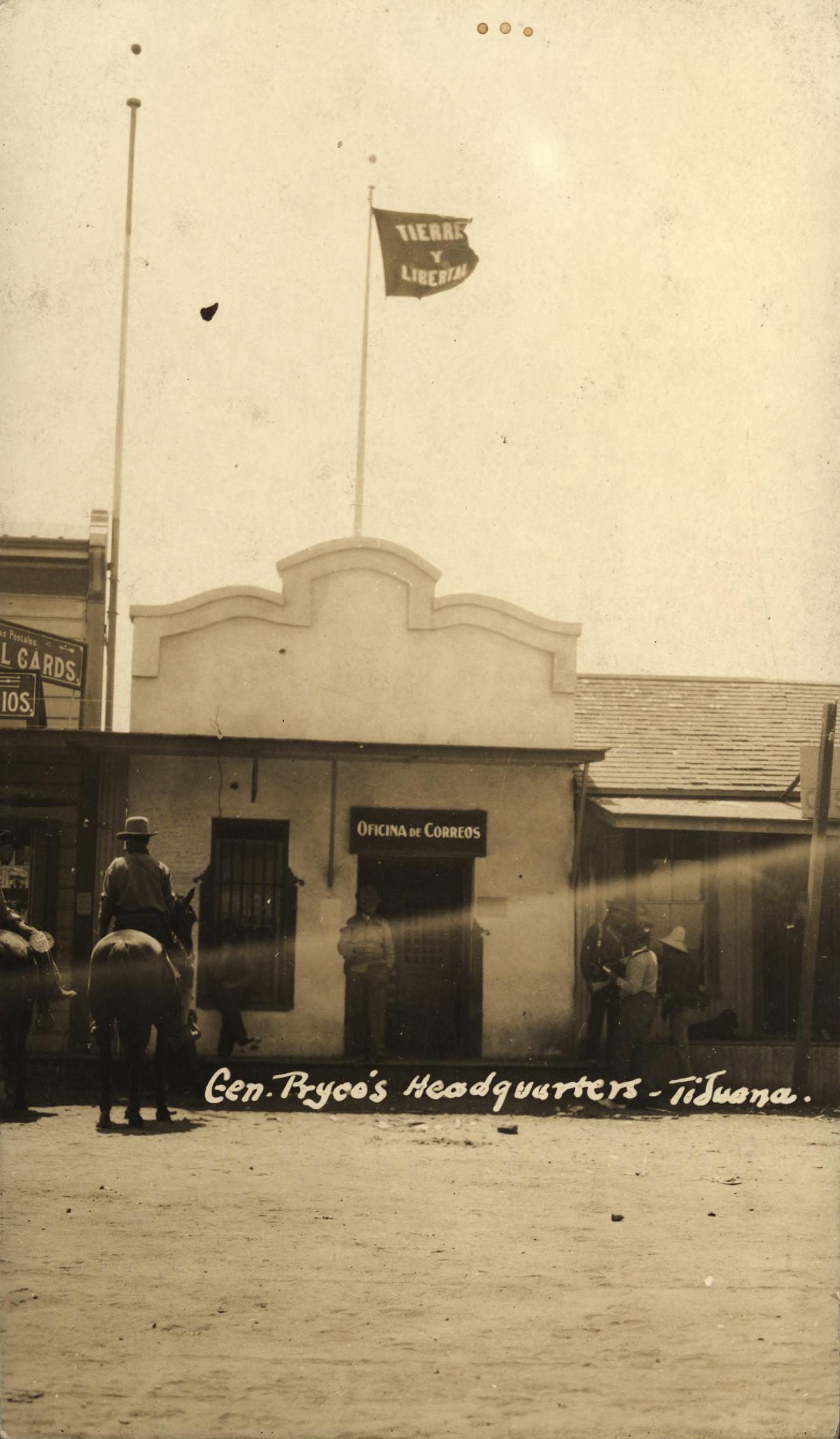
Le drapeau Tierra y Libertad flotte sur Tijuana, 100 habitants, prise par les combattants du Parti libéral mexicain, le 8 mai 1911.

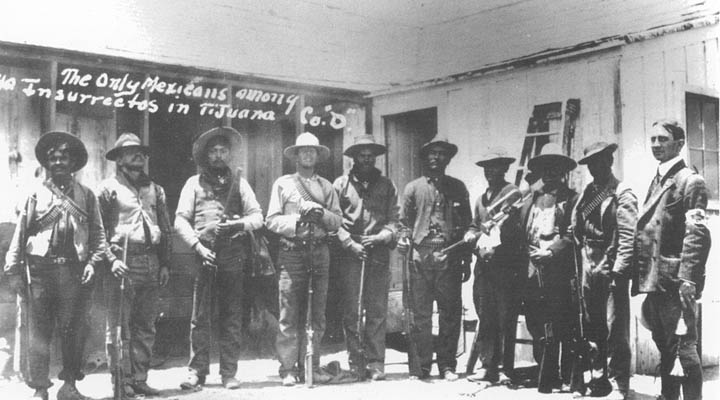
Combattants du Parti libéral mexicain à Tijuana.

Avant la Révolution mexicaine, le PLM est le premier et le plus puissant mouvement d’opposition au gouvernement de Porfirio Díaz, et ce, malgré les difficultés de l’exil. Tant par la propagande de Regeneración, hebdomadaire dont la parution atteint, à certaines époques, les vingt et un mille exemplaires, que par l’agitation provoquée par les soulèvements armés et les grèves, il participe à l’affaiblissement du régime en créant un climat d’instabilité, propice à l’émergence d’autres mouvements contestataires.
Il est à l’origine d’à peu près toutes les tentatives insurrectionnelles qui ont lieu, entre 1906 et 1909, pour renverser le gouvernement.
Le PLM, organisation dirigée par des libertaires, participe à la création du mouvement ouvrier organisé, bien avant l’introduction du marxisme au Mexique. Il agit alors comme une force structurante, et ses revendications servent de base idéologique à celles formulées avant, pendant et même après la révolution par les travailleurs. Les grèves, fruit, entre autres, du travail du parti, permettent au prolétariat de prendre conscience des vraies causes de sa misère : une exploitation effrénée, soutenue par un régime qui la considère indispensable au développement du pays. Le surgissement d’une forte opposition de la classe ouvrière naissante est d’ailleurs un autre élément contribuant à la déstabilisation du régime de Porfirio Díaz.
Vers 1908, le PLM compte environ 70 groupes, dont une trentaine de groupes armés.

### PLM dans la Révolution
De février à juin 1911, il contrôle avec l'aide d'une centaine d'internationalistes armés membres du syndicat Industrial Workers of the World (Travailleurs Industriels du monde), une partie du district nord du territoire de Basse Californie, et notamment les bourgades de Tijuana (100 habitants) Mexicali, (300 habitants) et Tecate.

Pendant la guerre civile, par son attitude idéologique et révolutionnaire, le PLM contribue à radicaliser les événements et à orienter, en partie, la révolution vers ses propres perspectives. Les revendications ouvrières et paysannes qu’il exprime sont alors intégrées à de nombreux manifestes et programmes émanant des autres camps.

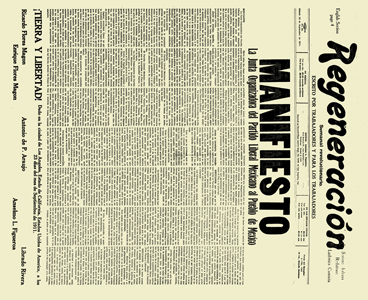
Regeneración du 23 septembre 1911.

#### Programme de 1911
Le 23 septembre 1911, Regeneración publie le nouveau manifeste-programme du PLM, dont le contenu est foncièrement anarchiste-communiste, même si le mot n'est pas employé. L'évolution idéologique de la direction du PLM est ainsi entérinée.
Le PLM est soutenu par les syndicalistes révolutionnaires de l’Industrial Workers of the World, Emma Goldman, Voltairine de Cleyre et l'écrivain féministe mexicain Andrea Villarreal en exil au Texas.